# Caridina wyckii
Caridina wyckii е вид десетоного от семейство Atyidae.

## Разпространение
Видът е разпространен в Индонезия (Сулавеси).